# Liste der Naturdenkmale in Weisel (Rhein-Lahn-Kreis)
Die Liste der Naturdenkmale in Weisel nennt die im Gemeindegebiet von Weisel ausgewiesenen Naturdenkmale (Stand 20. Mai 2024).

## Naturdenkmale
| Nr.         | Bezeichnung | Lage                                                       | Beschreibung    | Bild                                    |
| ----------- | ----------- | ---------------------------------------------------------- | --------------- | --------------------------------------- |
| ND-7141-443 | Säuleneiche | nordöstlich des Ortes; Abteilung Ober dem Kräfter Weg Lage | Quercus petraea | Direkt Bild zu diesem Denkmal hochladen |

## Ehemalige Naturdenkmale
| Nr. | Bezeichnung    | Lage                                                       | Beschreibung                                                                  | Bild                                    |
| --- | -------------- | ---------------------------------------------------------- | ----------------------------------------------------------------------------- | --------------------------------------- |
|     | Sommerlinde    | nordöstlich des Ortes; Flur Am Bellenborn Lage             | Tilia platyphyllos; 2005 durch Unwetter zerstört, Rechtsverordnung aufgehoben | Direkt Bild zu diesem Denkmal hochladen |
|     | Alte Hainbuche | nordöstlich des Ortes; Abteilung Ober dem Kräfter Weg Lage | Carpinus betulus; Rechtsverordnung 2013 aufgehoben                            | Direkt Bild zu diesem Denkmal hochladen |